# Blanche Wittman
Pour les articles homonymes, voir Wittmann.
Blanche Wittman (1859-1913) est une célèbre patiente de Jean-Martin Charcot, qu'il diagnostique comme étant un cas d'hystérie.

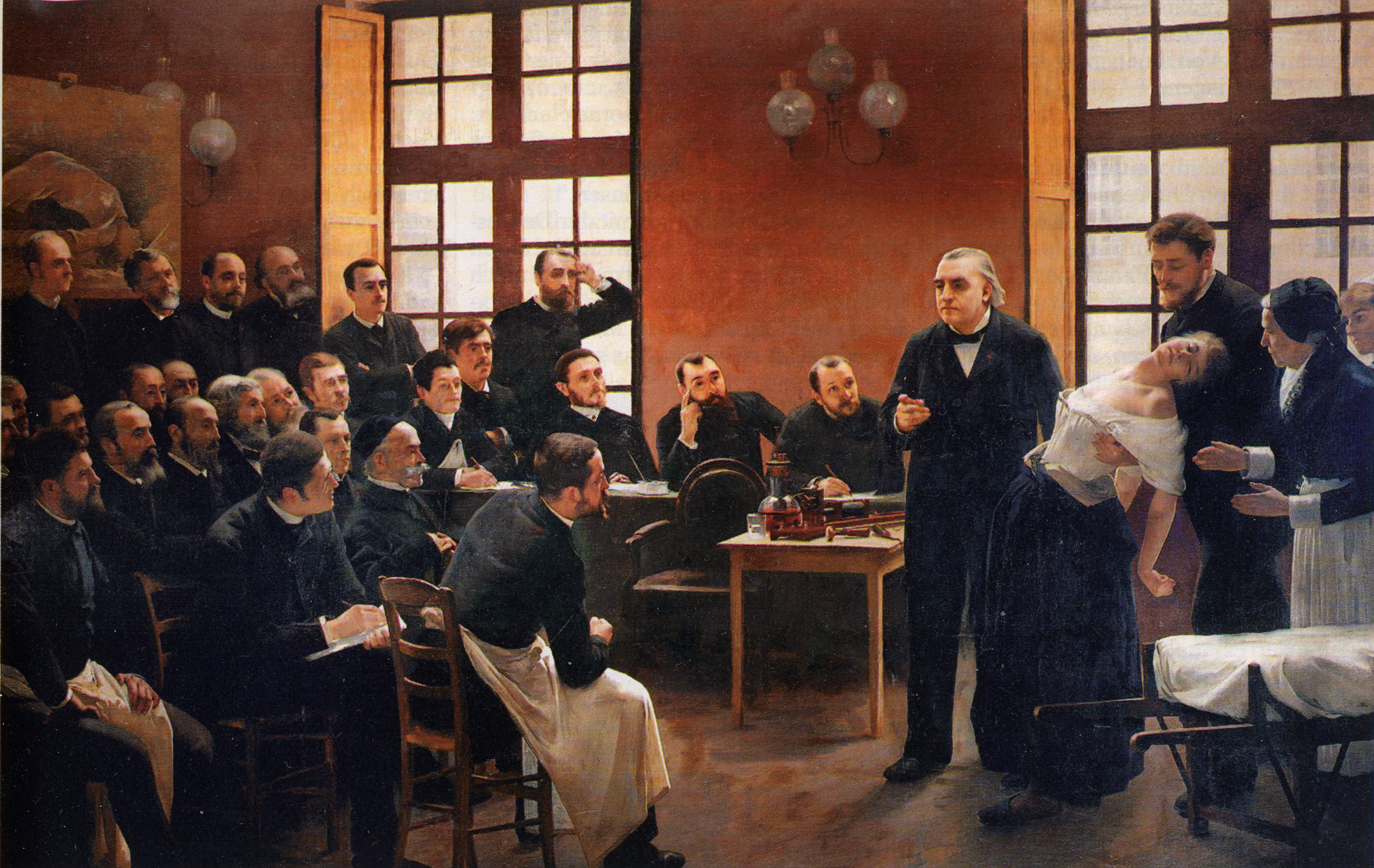
Blanche Wittman est soutenue par Joseph Babinski, durant la leçon de Jean-Martin Charcot, tableau d'André Brouillet (1887).

## Postérité littéraire
L'écrivain suédois Per Olov Enquist, dans son roman Blanche et Marie (2004), invente une biographie fictive de Blanche Wittmann, dans laquelle il imagine qu'elle entra comme assistante au service de Marie Curie et lui prête une liaison avec le Dr Jean-Martin Charcot.